# Nkechi Akashili
Nkechi Akashili (née le 22 février 1990) est une joueuse nigériane de basket-ball. Elle est membre de l'équipe du Nigeria de basket-ball féminin et a participé aux championnats d’Afrique de basket-ball féminin 2011, 2013, 2015 et 2017, puis à la Coupe du monde féminine de basket-ball 2018.

## Carrière
- 2016-18 :  First Bank

## Palmarès
- Médaille de bronze aux Jeux africains de 2011
- Médaille de bronze au championnat d'Afrique 2015
- Médaille d'argent aux Jeux africains de 2015
- Médaille d'or au championnat d'Afrique 2017